# لا گریس
لا گریس (به انگلیسی: La Grace) یک کشتی است که طول آن ۲۳٫۸ متر (۷۸٫۱ فوت) می‌باشد. این کشتی در سال ۲۰۱۰ ساخته شد.